# Pattada
Pattada là một đô thị ở tỉnh Sassari trong vùng Sardinia, có khoảng cách khoảng 150 km về phía bắc của Cagliari và cách khoảng 50 km về phía đông nam của Sassari. Tại thời điểm ngày 31 tháng 12 năm 2004, đô thị này có dân số 3.434 người và diện tích là 164,9 km².
Đô thị Pattada có các frazione (đơn vị cấp dưới) Bantine.
Pattada giáp các đô thị: Benetutti, Buddusò, Bultei, Nughedu San Nicolò, Nule, Oschiri, Osidda, Ozieri.